# 2F (음악 그룹)
2F(이프)는 대한민국의 남성 보컬 듀오이며, 김원주, 신용재로 구성되어 있다. 2020년 소속사를 옮기게 되면서 기존의 이름 포맨에서 2F으로 팀명이 변경되었다.